# Pochazina nitida
Pochazina nitida är en insektsart som beskrevs av Schmidt 1913. Pochazina nitida ingår i släktet Pochazina och familjen Ricaniidae. Inga underarter finns listade i Catalogue of Life.